# Francisco Javier Mina

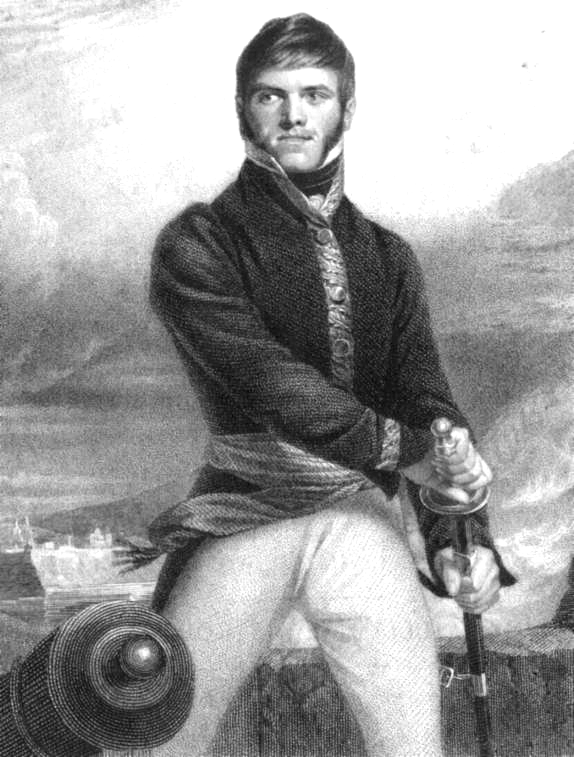
Francisco Javier Mina

Francisco Javier Mina Larrea (* 1. Juli 1789 in Otano bei Pamplona, Navarra, Spanien; † 11. November 1817 bei Guanajuato, Mexiko) war ein spanischer Guerilla-Führer, der im Befreiungskrieg gegen Napoleon und als liberaler Freiwilliger im mexikanischen Unabhängigkeitskrieg kämpfte.

## Leben
Mina studierte an der Universität Saragossa und war dort 1808 unter den Führern der Studentenaufstände gegen die vermeintlich franzosenfreundliche Politik von Manuel de Godoy.
Als Napoleons Truppen Spanien besetzten, zog er mit einer Truppe von Freischärlern in den Kampf gegen die Besatzer. Sein Haufen kämpfte auf dem linken spanischen Flügel unter dem Oberbefehl von General Joaquín Blake y Joyes und nahm an den Schlachten von Alcañiz und Belchite teil.
Gemeinsam mit seinem Onkel Francisco Espoz y Mina setzte er die Guerilla-Taktik gegen die Franzosen in Nordspanien ein. Seine Truppen wuchsen auf über tausend Mann. Die Franzosen konnten ihn schließlich Ende März 1810 in der Ortschaft Labiano (Navarra) gefangen nehmen.
Anfänglich sollte er hingerichtet werden, fand sich dann aber gemeinsam mit anderen führenden Vertretern Spaniens im Schloss von Vincennes interniert. Während seiner Haft lernte er den französischen General und radikalen Republikaner Victor-Claude-Alexandre Fanneau de Lahorie kennen, der wohl Minas politisches Weltbild stark prägte.
Im Mai 1814 kehrte er nach Spanien zurück. In Madrid wagte er mit anderen Militärführern aus der Guerilla einen Aufstand gegen die Rückkehr König Ferdinands zum Absolutismus. Als dies scheiterte, floh er über Bayonne in Frankreich nach London, wo er im April 1815 eintraf.
Im Londoner Exil verkehrte er in liberalen Kreisen und traf José Maria Blanco White. Im Austausch mit anderen Revolutionären wie Francisco Javier de Istúriz sowie britischen Unterstützern wie Henry Vassall-Fox, 3. Baron Holland arbeitete er an der Rückkehr Spaniens zu einer verfassungsgestützten Regierungsform.
Als der Aufstand von Juan Díaz Porlier in La Coruña 1815 scheiterte, widmeten sich einige der spanischen Revolutionäre der Idee, den mexikanischen Unabhängigkeitskampf unter José María Morelos aktiv zu unterstützen.
Francisco Javier Mina traf in London den mexikanischen Priester Servando Teresa de Mier (1753–1827), und gemeinsam entstand der Plan, mit einer Gruppe von Aktiven nach Mexiko zu reisen, um den Kampf gegen das absolutistische Spanien dort fortzuführen. Mit der Finanzhilfe britischer Kaufleute und Politiker wurde die Expedition möglich. Am 15. Mai 1816 fuhr die Bark Caledonia unter englischer Flagge von Liverpool aus in die Neue Welt.
Sie erreichten am 1. Juli Baltimore und konnten von dort mit Unterstützung des US-Generals Winfield Scott und des Präsidenten der Vereinigten Staaten James Monroe über Haiti nach Galveston segeln, das sie im November 1816 erreichten. Mit Hilfe französischer Freibeuter gelangten sie nach Soto la Marina, wo sie im April 1817 an Land gingen.
Zu dieser Zeit war die Unabhängigkeitsbewegung extrem geschwächt: Ihr Führer Morelos war den Spaniern in die Hände gefallen und hingerichtet worden, der Kongress befand sich in Auflösung, und der militärische Widerstand beschränkte sich auf einige wenige Nester in Michoacán und Guanajuato, letzterer unter Führung von Pedro Romeno.
Der spanische Vizekönig Juan Ruiz de Apodaca hatte aus Spanien Verstärkung erhalten und eine Generalamnestie erlassen. Mina veröffentlichte eine Proklamation mit seinen politischen Zielen, die aber auch bei Teilen der Unabhängigkeitsbewegung auf Widerstand stießen.
Mina führte seine Männer nach Guanajuato, wo sie sich im Mai mit Morenos Truppen vereinten. Die Royalisten unter General Pascual Liñán trafen im August 1817 in Guanajuato ein und eroberten die Provinz zurück. Im Oktober gelang es den Spaniern, auf der Hacienda El Venadito die Führer der Unabhängigkeitsbewegung zu ergreifen. Während Moreno bereits bei dem Überfall getötet wurde, fassten die Spanier Mina lebendig. Er wurde den spanischen Offizieren vorgeführt, standrechtlich verurteilt und am 11. November 1817 außerhalb Guanajuatos von einem spanischen Erschießungskommando hingerichtet.

## Ehrungen
Die Gemeinde Mina (Nuevo León) im mexikanischen Bundesstaat Nuevo León wurde 1851 nach ihm benannt. Auch der Flughafen von Tampico (IATA: TAM) trägt seinen Namen.
Die sterblichen Überreste Minas ruhen gemeinsam mit denen von 13 anderen Unabhängigkeitskämpfern in der Siegessäule El Ángel de la Independencia in Mexiko-Stadt.